# Rudyard Kipling
Joseph Rudyard Kipling, född 30 december 1865 i Bombay i Indien, död 18 januari 1936 på Middlesex Hospital i London, var en brittisk författare och poet, mest känd för sina skildringar av britternas kolonialvälde i Indien och sina berättelser för barn, särskilt boken Djungelboken. 1907 fick han Nobelpriset i litteratur som den förste brittiske pristagaren. Han var vid tillfället 41 år gammal, vilket gör honom till den yngste mottagaren av detta pris genom tiderna.
Flera av hans verk har filmatiserats, inklusive Havets hjältar, Djungelboken, Mannen som ville bli kung och Gunga Din (efter en dikt). Han erbjöds både den brittiska Poet Laureate-positionen och att bli adlad men tackade nej till båda.

## Biografi

### Tidiga år, till England
Kipling föddes i Bombay i Indien som son till (John) Lockwood Kipling och Alice Kipling, född MacDonald. Fadern var rektor och professor i arkitektonisk skulptur vid en skola i Bombay; han var även konstnär, och kom senare att illustrera flera av sonens böcker. Han hade en yngre syster, som också hette Alice men kallades "Trix" (född 1868). Rudyard Kipling fick sitt namn efter sjön Rudyard i Staffordshire, där föräldrarna träffades. Hans kusin Stanley Baldwin var Storbritanniens premiärminister under tre perioder mellan 1923 och 1937, medan hans mostrar, systrarna MacDonald, alla gifte sig med berömda män (Agnes: Edward Poynter, Georgiana: Edward Burne-Jones, Louisa: Alfred Baldwin). Under barndomen mötte han flera olika språk, bland annat portugisiska och hindi, något som sedan påverkade hans författarskap, där språk och identitet är stora frågor.
1871 sändes han och hans syster till England där han bodde hos en familj som tog hand om barn vars familjer bodde i Indien, kapten och fru Halloway, nära Portsmouth. Han noterar i sin biografi att vistelsen där var hemsk och att den troligen gjorde att han blev författare. 1877 kom dock modern och hämtade barnen från paret Halloway.
Kipling fick 1878 börja i en internatskola, United Services College, som var tänkt att förbereda pojkar för ett liv i brittiska armén. Han trivdes inte under sin första tid där, men snart träffade han Florence Garrard, som bodde tillsammans med hans syster Trix. Florence blev förebilden för rollfiguren Maisie i hans debutroman, The Light that Failed, 1891.

### Tillbaka till Indien, resor
Eftersom paret Kipling misstänkte att deras son inte skulle klara att komma in på universitetet på ett stipendium, och att de inte hade råd att bekosta skolgången, fick han flytta till föräldrarna i Lahore i nuvarande Pakistan. Han seglade den 20 september 1882 och anlände till Bombay den 18 oktober, där han tog tåget till Lahore. Han har senare beskrivit det som att återkomsten tvättade bort det mesta av hans brittiska uppfostran. Tack vare fadern fick han jobb som biträdande redaktör på lokaltidningen the Civil & Military Gazette. Efter ett par års hårt arbete, där han fick skriva mycket, gav han 1886 ut några verser under namnet Departmental Ditties. När det kom en ny redaktör till tidningen fick Kipling utökade arbetsuppgifter: han förväntades skriva noveller. Mellan november 1886 och juni 1887 bidrog han med 39 noveller i tidningen. De flesta av dem fick plats i hans första prosa-bok, Plain Tales from the Hills (1888), som gavs ut när han var blott 22 år. 
Under arbetet reste han runt i Indien som korrespondent. I november 1887 blev han förflyttad till en systertidning, The Pioneer, i Allahabad, som hade mycket större spridning. Han fortsatte dock att skriva mycket, och under 1888 publicerade han sex novellsamlingar med sammanlagt 41 noveller. Dessutom skrev han många skisser som samlades i bokform. 1889 fick han dock sparken från tidningen, efter en dispyt, och med pengarna från rättigheterna och ett avgångsvederlag tog han ett års ledighet. Den 9 mars 1889 började han sin resa genom Japan, Kina och Nordamerika till England. Under sin långa rundresa i USA skrev han ett flertal reseskildringar som publicerades samma år, och han träffade dessutom Mark Twain, som han blev mycket imponerad av. När han sedan anlände till London fick han ett hjärtligt mottagande.

### 1890-talet
Under sina år i London gav han ut sin första roman, The Light that Failed, som publicerades 1891. 1892, vid 26 års ålder, gifte han sig med Caroline Balestier. Med henne fick han tre barn: Josephine, Elsie och John.
Hans mest kända dikt från denna tid är troligtvis The Ballad of East and West som börjar med de ofta citerade orden: "Åh, öst är öst och väst är väst och aldrig mötas de två". Kipling blev också känd för dikten om sex frågor, ur Just så-historier:
"I keep six honest serving men 

They taught me all I knew 

I call them What and Where and When 

And How and Why and Who"
År 1894 utkom hans mest kända verk; Djungelboken (The Jungle Book).
En annan känd dikt är "Den vite mannens börda" (The White Man's Burden). Denna dikt publicerades 1899 i tidskriften McClure's som ett stöd för USA:s erövring av Filippinerna. Här är tredje sista strofen översatt:

Tag upp den vite mannens börda –

och skörda vad han alltid får:

hån från dem ni bättrar,

hat från dem ni skyddar,

skri från skaror ni tillmötes går.

O, långsamt! hän mot ljuset:

"Varför för ni oss från träldom,

från vårt älskade egyptiska mörker?"

### Senare år
År 1907, när hans anseende var i dalande på grund av hans imperialistiska hållning, fick han Nobelpriset i litteratur. Han var då ännu inte fyllda 42 år; den yngste av alla pristagare någonsin. Han var också den förste engelskspråkige Nobelpristagaren. Motiveringen löd:
| ”                   | I betraktande av den iakttagelseförmåga, den ursprungliga inbillningskraften samt den manliga styrka i uppfattning och skildringskonst, som utmärka denna författares skapelser. | „ |
| – Svenska akademien | |   |

## I andra kulturella uttryck
Kiplings dikt "Brookland Road" från boken Rewards and Fairies, på svenska Gengångare och féer, har tolkats till svenska som Brooklandsvägen av Olavus Wold och tonsatts av Dan Andersson (som ofta felaktigt även angetts som textförfattare). Visan har sedan blivit insjungen av flera svenska artister som Mats Rådberg, Hootenanny Singers, Magnus Lindberg, Basse Wickman och Perssons Pack.

## Bibliografi (urval)

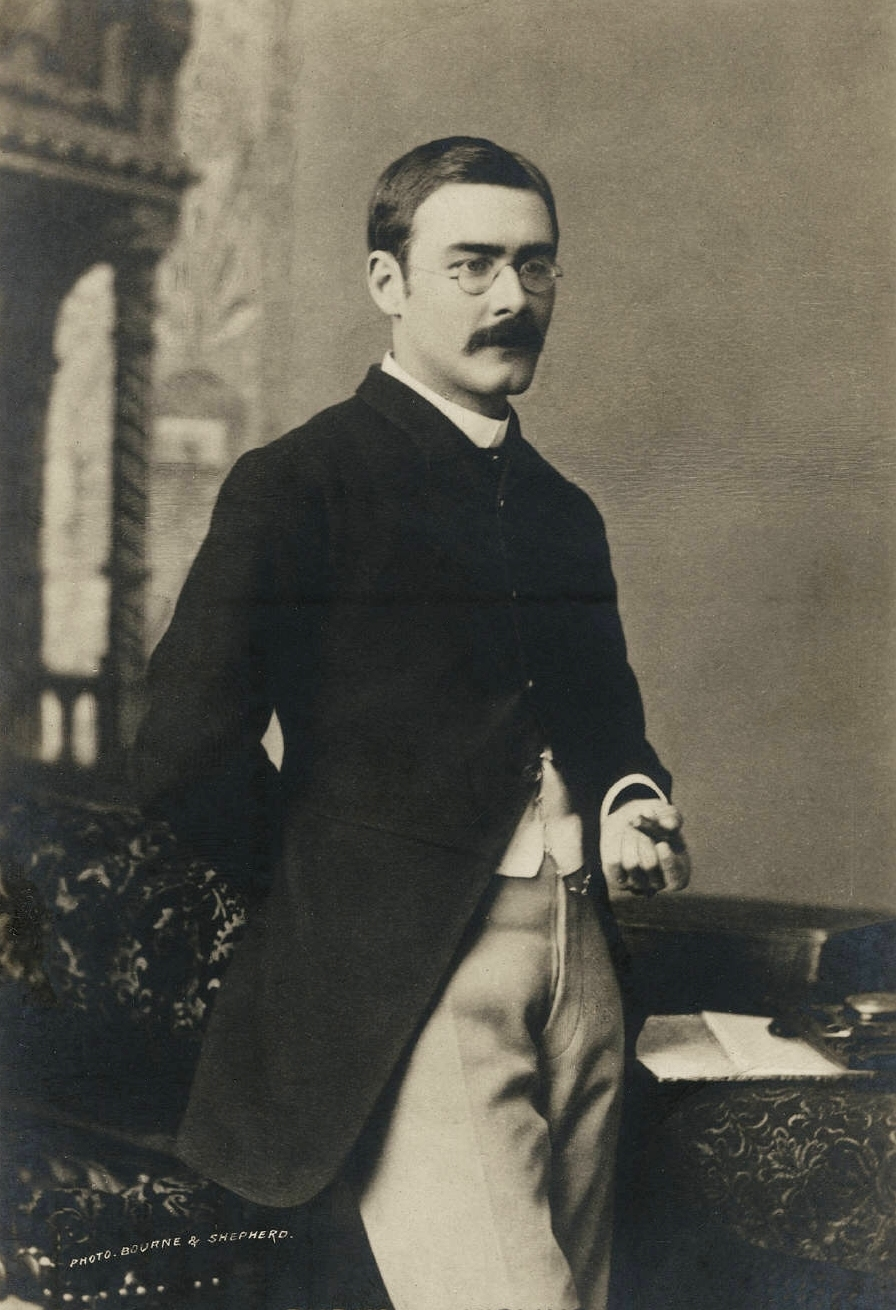
Kipling, cirka 1892

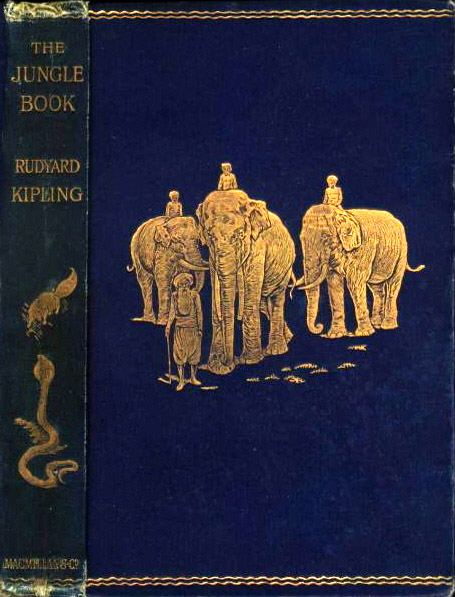
Omslag till förstaupplagan av Djungelboken